# جون هارت (سياسي)
جون هارت (بالإنجليزية: John Hart)‏ (و. 1711 – 1779 م) هو سياسي من المملكة المتحدة.
توفي في نيو جيرسي، عن عمر يناهز 68 عاماً.

## مناصب
تولى منصب عضو الجمعية العامة ولاية نيو جيرسي.